# Georgette Beljon
Georgette Marguérite Paulette (Georgette) Beljon (Wiltz, 23 november 1916 – Luxemburg-Stad, 3 december 2006) was een Luxemburgs beeldhouwer, kunstschilder, filoloog en filosoof.

## Leven en werk
Georgette Beljon was een dochter van tandarts Johann (Jean) Beljon en Catharina Berg. Ze bezocht het Sint-Sophiepensionaat in Luxemburg-Stad en studeerde filologie in Luxemburg, München en Parijs. In 1940 behaalde ze haar doctoraat in filosofie en filologie. Ze doceerde Frans, Duits en Latijn aan het Lycée de jeunes filles in Esch-sur-Alzette (1944-1955) en vanaf 1955 was ze professeur aan het meisjeslyceum -het latere Lycée Robert Schumann- in de hoofdstad. Per 1 januari 1977 ging ze met pensioen.
Naast haar werk hield Beljon zich bezig met beeldhouwen en schilderen. Haar artistieke opleiding kreeg ze tijdens verblijven in Italië. In 1966 vertegenwoordigde ze Luxemburg op de Salon européen des femmes-peintres in Nancy, samen met Triny Beckius, Monique Brackel, Solange Frégnac, Thérèse Frégnac, Josée Gloden, Nina Grach-Jascinsky, Marie-Ange Heiden, Christiane Heinen, Huguette Heldenstein, Erny Heuertz, Loulou Heuertz, Valérie Kuborn, Ger Maas, Hélène Meer, Marie-Jeanne Molitor, Irène Nadler, Vanna Solofrizzo, Germaine Spiesse en Lily Unden. Ze had onder meer solo-exposities bij Galerie Bradtké. Beljon publiceerde over kunst in de tijdschriften Academia en Galerie.
Georgette Beljon overleed op 90-jarige leeftijd. Postuum verscheen vijf jaar later  Pathologie d’une cure, een roman bestaande uit verschillende aantekeningen die Georgette Beljon begin jaren zestig maakte tijdens een verblijf in een privékliniek in Bad Sandberg. Het boek verzamelt haar existentiële reflecties, herinneringen en anekdotes uit het leven in de privékliniek.

## Enkele werken
- 1966 Gelukswenskaarten, serie van acht getekende kaarten ten behoeve van het Kinderdorp.
- 2011  Pathologie d’une cure, roman.